# Heliport Pozzallo

i7
i11
i13
Der Heliport Pozzallo (italienisch Eliporto di Pozzallo – Base Offshore “Giorgio La Pira”) ist ein Hubschrauberlandeplatz bei Pozzallo, im Süden von Sizilien.

## Lage
Der Heliport befindet sich rund zwei Kilometer südwestlich der Stadtmitte unmittelbar beim Handelshafen von Pozzallo. Erreichbar ist er über die Provinzstraße SP66 und den Viale Australia.

## Infrastruktur
Das Gelände des Heliports ist rund fünf Hektar groß. Die betonierte Final Approach and Take Off Area (FATO) mit der Ausrichtung 12/30 ist 250 Meter lang und 60 Meter breit, die Touchdown and Lift-Off Area (TLOF) misst 28 × 28 Meter. Die Anlage ist mit einer Nachtflugbefeuerung ausgestattet. Neben dem Landeplatz befinden sich unter anderem zwei Hangars und eine Feuerwache (Brandschutzkategorie H2). Ganz im Norden liegt am Viale Australia ein kleines Abfertigungsgebäude. Im Osten stehen größere Abstellflächen zur Verfügung.

## Nutzung
Genutzt wird der Heliport für die Luftrettung, Privat- und Charterflüge sowie für Flüge zu Bohrplattformen in der Straße von Sizilien und im Seegebiet zwischen Sizilien und Malta. Betreiber der Heliports Pozzallo und Syrakus (⊙) ist das Unternehmen Elisicilia.

## Geschichte
Der Heliport wurde im Jahr 2000 im Industriegebiet beim Hafen von Pozzallo angelegt und bestand zunächst aus einem Landeplatz und zwei Gebäuden. Im Jahr 2008 wurde er nach Giorgio La Pira benannt, einem Politiker aus Pozzallo, der unter anderem Bürgermeister von Florenz war. Die beiden Hangars wurden 2012 gebaut.